# Centre hospitalier neuro-psychiatrique
 (novembre 2017).
Le Centre hospitalier neuro-psychiatrique (abrégé en CHNP) est situé à Ettelbruck. C'est le plus grand hôpital psychiatrique du Luxembourg.

## Historique
Née en 1855 en tant qu'Hospice central, cette structure asilaire enferme et isole à ses débuts diverses formes de marginalités avant d'être transformée en 1901 en hôpital exclusivement psychiatrique (Maison de santé). En 1931, le premier service ouvert est créé.
En 2005, l'institution est transformé en trois unités : clinique de réhabilitation psychiatrique, centre d'accompagnement pour personnes âgées, centre d'accompagnement de personnes avec un handicap mental.

## Organisation
En juillet 2019, le docteur Mark Ritzen est nommé directeur général du centre hospitalier.